# Tamsyn Leevey
Tamsyn Leevey (* 24. Januar 1978 in Taumarunui) ist eine ehemalige neuseeländische Squashspielerin.

## Karriere
Tamsyn Leevey spielte von 2003 bis 2011 auf der WSA World Tour und gewann auf dieser insgesamt sechs Titel. Ihre beste Platzierung in der Weltrangliste erreichte sie mit Rang 24 im Mai 2005. Zu ihren größten Erfolgen zählt der Gewinn der Weltmeisterschaft 2006 im Doppel mit Landsfrau Shelley Kitchen. Bei den Commonwealth Games 2006 gewann sie die Silbermedaille im Doppel, abermals an der Seite von Shelley Kitchen. Sie wurde 2004 neuseeländische Landesmeisterin. Sie war lange Jahre Stammspielerin der neuseeländischen Nationalmannschaft.

## Erfolge
- Weltmeister im Doppel: 2006 (mit Shelley Kitchen)
- Gewonnene WSA-Titel: 6
- Commonwealth Games: 1 × Silber (Doppel 2006)
- Neuseeländischer Meister: 2004